# Государственный университет управления
Государственный университет управления (ГУУ) — высшее учебное заведение в Москве.

## История
ГУУ является первым учебным заведением, специализировавшимся на управленческом образовании в России и СССР.
В 1885 году было основано Александровское коммерческое училище Московского биржевого общества. Вместе с Николаевским женским коммерческим училищем и Торговой школой имени императора Николая II в 1918 году оно положило начало новому учебному заведению — Московский промышленно-экономический практический техникум.
30 апреля 1919 года решением Народного комиссариата торговли и промышленности РСФСР Московский промышленно-экономический техникум преобразован в Московский промышленно-экономический практический институт. Вуз был призван обеспечивать подготовку экономистов для промышленности и потребительской кооперации, финансистов, специалистов по экономике и организации труда.
23 июля 1930 года постановлением ЦИК и СНК СССР Московский промышленно-экономический практический институт был преобразован в Московский инженерно-экономический институт (МИЭИ). Основной задачей института стала подготовка инженеров-экономистов широкого профиля для важнейших отраслей народного хозяйства: машиностроения, химии, металлургии, энергетики, строительства, транспорта, городского хозяйства и др.
В 1950 году Московский инженерно-экономический институт возглавила О. В. Козлова, благодаря усилиям которой было начато[когда?] строительство нового комплекса зданий МИЭИ на Рязанском проспекте.
19 декабря 1969 года указом Президиума Верховного Совета СССР МИЭИ был награждён орденом Трудового Красного Знамени.
28 марта 1975 года приказом Министерства высшего и среднего специального образования СССР Московский инженерно-экономический институт был переименован в Московский институт управления имени Серго Орджоникидзе.
Общежитие № 2 введено в эксплуатацию в 1976 году.
В соответствии с требованиями экономики институт первым среди вузов страны открыл подготовку специалистов по организации управления производством.
В 1986 году ректором Московского института управления имени Серго Орджоникидзе избран А. Г. Поршнев.
Общежитие № 6 построено в 1987 году.
5 февраля 1991 года постановлением Совета Министров СССР Московский институт управления был преобразован в Государственную академию управления. Академия явилась инициатором открытия новых направлений управленческого образования в стране с учётом потребностей рыночной экономики, организовав многопрофильную подготовку кадров для производственного, социального, государственного и муниципального управления.
В 1997 в Обнинске открыт филиал ГУУ, единственный на сегодняшний день.
8 августа 1998 года приказом Министерства общего и профессионального образования Российской Федерации по результатам государственной аттестации и аккредитации Государственная академия управления получила статус университета и была переименована в Государственный университет управления.
В 2006 году ректором ГУУ избран А. М. Лялин. 7 февраля 2011 года приказом министра образования А. А. Фурсенко от 7 февраля 2011 года № 15-21/25 Лялин освобождён от должности ректора. Приказом министра образования от 11 июля 2011 года № 15-21/139 ректором ГУУ утверждён Виктор Анатольевич Козбаненко.
В соответствии с приказом Министерства образования и науки Российской Федерации № 12-07-03/39 от 11 марта 2013 года В. А. Козбаненко уволен с занимаемой должности.
С 12 марта 2013 года в соответствии с приказом Министерства образования и науки Российской федерации № 12-07-03/40 исполнение обязанностей ректора Государственного университета управления возложено на В. В. Година.
С 13 мая 2015 года должность исполняющего обязанности ректора ГУУ в соответствии с приказом Министерства образования и науки Российской федерации замещал д.э.н., профессор В. В. Строев.
Приказом Министерства образования и науки Российской федерации № 398 от 12.04.2016 ГУУ присоединён к МГЮА. 7 декабря 2016 года в Государственном университете управления состоялось внеочередное заседание Учёного совета, по итогам которого было принято решение о подаче ходатайства в Министерство образования и науки РФ об отмене приказа о реорганизации университета. 31 июля 2017 г. Министр образования и науки России О. Ю. Васильева подписала Приказ об отмене реорганизации Государственного университета управления и Московского государственного юридического университета имени О. Е. Кутафина в единый вуз  Согласно Приказу Министерства образования и науки РФ № 12-07-03/127 от 3 августа 2017 года исполняющим обязанности ректора ФГБОУ ВО «Государственный университет управления» с 8 августа 2017 года назначен Иван Васильевич Лобанов.

## Ректоры
- Козлова, Олимпиада Васильевна (1950 — 1986)
- Поршнев, Анатолий Георгиевич (1986 — 2006)
- Лялин, Алексей Михайлович (2006 — 7 февраля 2011)
- Козбаненко, Виктор Анатольевич (11 июля 2011 — 12 марта 2013)
- Годин Владимир Викторович (и. о. 12 марта 2013 — 13 мая 2015)
- Строев, Владимир Витальевич (и. о. 13 мая 2015 — 8 августа 2017)
- Лобанов Иван Васильевич (8 августа 2017 — 28 августа 2020)
- Троицкий, Александр Витальевич (и. о. 28 августа 2020 — 17 декабря 2021)
- Строев, Владимир Витальевич (и. о. 17 декабря 2021 — 2 июня 2022, ректор с 2 июня 2022)

## Структура

### Институты
- Институт отраслевого менеджмента
- Институт государственного управления и права
- Институт информационных систем
- Институт управления персоналом, социальных и бизнес-коммуникаций
- Институт экономики и финансов
- Институт маркетинга
- Институт заочного образования
- Институт непрерывного образования работников государственной сферы и бизнеса
- Высшая школа бизнеса

### Специальности
Бакалавриат
- Бизнес-информатика
- Гостиничное дело
- Государственное и муниципальное управление
- Инноватика
- Менеджмент
- Политология
- Прикладная информатика
- Прикладная математика и информатика
- Реклама и связи с общественностью
- Социология
- Управление персоналом
- Экономика
- Юриспруденция
- Урбанистика и управление городом

Магистратура
- Бизнес-информатика
- Гостиничное дело
- Государственное и муниципальное управление
- Социология
- Управление персоналом
- Финансы и кредит
- Юриспруденция
- Гостиничное дело